# Fughiu
Fughiu – wieś w Rumunii, w okręgu Bihor, w gminie Oșorhei. W 2011 roku liczyła 993 mieszkańców.